# Sis Verlag
Der Sis Verlag war ein Verlag, der ab 1915 in Zeitz Heimatbücher und völkische Literatur veröffentlichte.

## Geschichte
Der Verlag wurde im März 1915 von Reinhold Jubelt dem Jüngeren in Zeitz gegründet. Reinhold Jubelt d. J. wurde als erster Sohn des gleichnamigen Vaters Reinhold Jubelt d. Ä. und Mutter Agnes, geborene Herrmann, am 25. Mai 1890 in Zeitz geboren. Schon früh wurde Reinhold von seinem Vater auf die spätere Übernahme der im Jahre 1889 gegründeten Firma Reinhold Jubelt vorbereitet. Er erlernte im elterlichen Betrieb das Buch- und Kunstdruckhandwerk sowie den Zeitungsdruck. In Berlin, Leipzig und Naumburg studierte er das „Reklamewesen“, heute würde man Marketing dazu sagen. 1911 trat Reinhold Jubelt d. J. mit 21 Jahren ins väterliche Unternehmen ein und entwickelte sehr bald eigene Aktivitäten. Zunächst modernisierte er gemeinsam mit seinem Vater den Maschinenpark und optimierte interne Abläufe.
Auf der Welle des vaterländischen Gedankens gründete er mitten im Ersten Weltkrieg 1915 den Sis Verlag. Als junger Mann entdeckte er seine Leidenschaft für die Heimat, eine Begeisterung für das „Germanentum“ und Interesse an der Abstammung der Deutschen. So wählte er als Firmennamen „Sis“ als altgermanischen Namen für „Zeitz“. Als Firmenlogo wählte er die Siegrune ϟ, die ein Zeichen der völkischen Bewegung war und später auch von der SS für ihr Logo verwendet wurde.
Im Sis Verlag erschienen zunächst überwiegend heimatbezogene Bücher und Romane, aber auch völkische Literatur. Nach dem plötzlichen Tod von Reinhold Jubelt d. J. am 26. Dezember 1926 und der zunehmenden Übernahme der „germanischen und völkischen Themen“ durch die aufkommenden Nationalsozialisten, konzentrierte sein Vater die Druckerzeugnisse wieder auf regionale und heimatbezogene Themen.

## Veröffentlichte Bücher oder Autoren
(Auswahl)
Heimatliteratur
- Albert Daßler: Daß mersch Lachen nich verlernen. Gemiedliche Reimereien. 1926
- Albert Daßler: Zeitz in Wort un Bild. 1927
- Albert Daßler: Ach Zeitz, wie biste so scheen! 1927
- Albert Daßler: Allerhand. Gemiedliche Reimereien. 1929
- Kurt Fröhlich: Zeitz zur Zeit Luthers. Eine Beschreibung. 1917
- Kurt Fröhlich: Schloßtürmers Eidam. 2 Teile. 1927
- Kurt Fröhlich: Glaubenswende, Kulturgeschichtlicher Roman aus der Vergangenheit der Stadt Zeitz. 1927
- Conrad Haumann: Wandrer heraus. Ein Buch fröhlicher Wanderfahrten durch Sachsen, Thüringen, Franken. 1923
- Karl Munke, Reinhold Jubelt: Rund um Zeitz. 12 Wanderungen in die Umgegend von Zeitz. 1920
- Walther Schulze: Die wirtschaftliche Entwicklung der Stadt Zeitz. Ein Beitrag zur mitteldeutschen Wirtschaftsgeschichte. 1927
- Ernst Voigt: Geographische Heimatkunde von Zeitz und seiner Umgebung. (= Zeitzer Heimatbuch; Band 1). 1925
- Gustav Adolf Küppers

Völkische Literatur
- Hugo Bach: Erkenne dich selbst. Eine Skizze. 1921
- Adolf Bartels: Deutsch sein ist alles. Eine Laienpredigt. 1918
- Adolf Bartels: Deutschvölkische Gedichte. 1918
- Adolf Bartels: Was nun? Gedanken über Deutschlands nächste Zukunft. 1919
- Adolf Bartels: Der deutsche Verfall. 3. Auflage 1919 (1. Auflage bei Burger, Leipzig 1913)[1]
- Karl Grube: Germania irredenta. Unsere Brüder im Fremdjoch. 1920
  - 2. erw. Auflage: Brüder im Fremdjoch. Germania Irredenta-Klänge. 1927
- Heinrich Nabert († 1890): Das deutsche Volk, sein Sprachgebiet in Europa und seine Sprache. 3. Aufl., 1921 (erschienen im „Sis-Verlag“)
- Ludwig Wilser: Herkunft und Volkstum der Deutschen. 1916
- Ludwig Wilser: Das Hakenkreuz nach Ursprung, Vorkommen und Bedeutung. 1917[2]
- Max Robert Gerstenhauer
- Ernst Daube
- Ludwig Fahrenkrog
- Fritz Helmke: Rassenfragen des Weltkrieges. 1916
- N. N..: Die Schaffung des Deutschen Volksbundes. Ein Aufruf, zu dessen weitester Verbreitung jeder Blutsdeutsche beitragen muss. Zwei Aufl., 1916
- Deutsche Minne. Zeitschrift. Hg. Schutzbund für das Deutsche Weib, 1916–1920
- Willibald Hentschel
- Treumund Wälse: Das neue Boden-Recht. Von Bodenbesitz, Bodenreform, Bodenrente. Die Grundlage germanischer Wiedergeburt. Im Anhang: Aufruf zum „Deutschen Volksbund“. 1916
- Karl Konrad: Kann uns die Edda Religionsbuch werden? 1919
- Walter Hagall[3]: Im Lichte deutschen Glaubens. 1919
- Guido von List: Buddhismus, Christentum und Armanismus, in: Deutsche Gedanken. Buch 1. 1920, S. 17–35
- Heinrich H. Chr. Meyer: Der Kulturgehalt der Edda. ebd. S. 36–48

## Notizen
1. ↑  mit dem Burger-Verlag bestand regelmäßiger Austausch von Produkten, auch von weiteren Titeln
2. ↑  einflussreiche Broschüre, die später auch in anderen Verlagen aufgelegt wurde
3. ↑  Kunstname, Edda-Anhänger, siehe Rudolf John Gorsleben